# Agnetha Fältskog
Agnetha Åse Fältskog (Jönköping, 1950. április 5. –) svéd énekesnő, dalszerző, színésznő, az ABBA együttes „szőkéje”. 1968-ban megjelent debütáló albuma után az ABBA tagjaként nemzetközi hírnévre tett szert, és több mint 380 millió albumot és kislemezt adott el világszerte. A világ egyik legtöbb albumát és kislemezét eladó előadóként tartják számon.
Az ABBA feloszlása után a 80-as években szólókarrierbe kezdett, és egyéni előadóművészként is sikereket ért el, ami oda vezetett, hogy magányos lett, majd kerülte a nyilvánosságot  és a stockholmi Ekerö-szigeten élt. A zeneipart 17 évig mellőzte, majd 2004-ben visszatért, és megjelentette új albumát My Coloring Book címmel. 2013-ban jelent meg utoljára az A című stúdióalbuma, mely a brit slágerlistán a legmagasabb helyezést érte el.

## Pályafutása

### Fiatalkora (1950–1966)
1950. április 5-én látta meg a napvilágot Svédország Jönköping nevű városában. Szülei, Knut Ingvar Fältskog (1922-1995) és Birgit Margareta Johansson (1923-1994) hamar felismerték lányuk tehetségét. Apja a helyi amatőr színtársulat lelkes támogatója volt, előadásokat szervezett, és maga is fellépett. Agnetha először egy karácsonyi műsorban szerepelt. Első dalát 6 éves korában írta "Två små troll" címmel (Két kicsi troll) címmel. 1958-ban zongoraleckéket vett, és egy helyi egyházi kórusban is énekelt. 1960-ban Fältskog egy zenei triót alapított Lena Johansson és Elisabeth Strub barátnőivel The Cambers néven, akikkel kisebb helyszíneken fel is léptek, de az irántuk való érdeklődés hiánya miatt feloszlottak. 15 éves korában elhatározta, hogy nem tanul tovább, hanem az előadói karriert választja. Telefonos kisasszonyként dolgozott mellékállásban, emellett egy helyi tánccsoporttal lépett föl, melynek vezetője Bernt Enghardt volt. Két évig dolgoztak együtt, ez idő alatt Agnetha szakított akkori szerelmével. Ez az élmény vezetett a Jag var så kär („Olyan szerelmes voltam”) című dal megírásához, amely nagy siker lett.
Fältskogra nagy hatást gyakoroltak olyan előadók, mint Connie Francis, Marianne Faithfull, Aretha Franklin és Lesley Gore.

### Svédországi karrier (1966–1971)

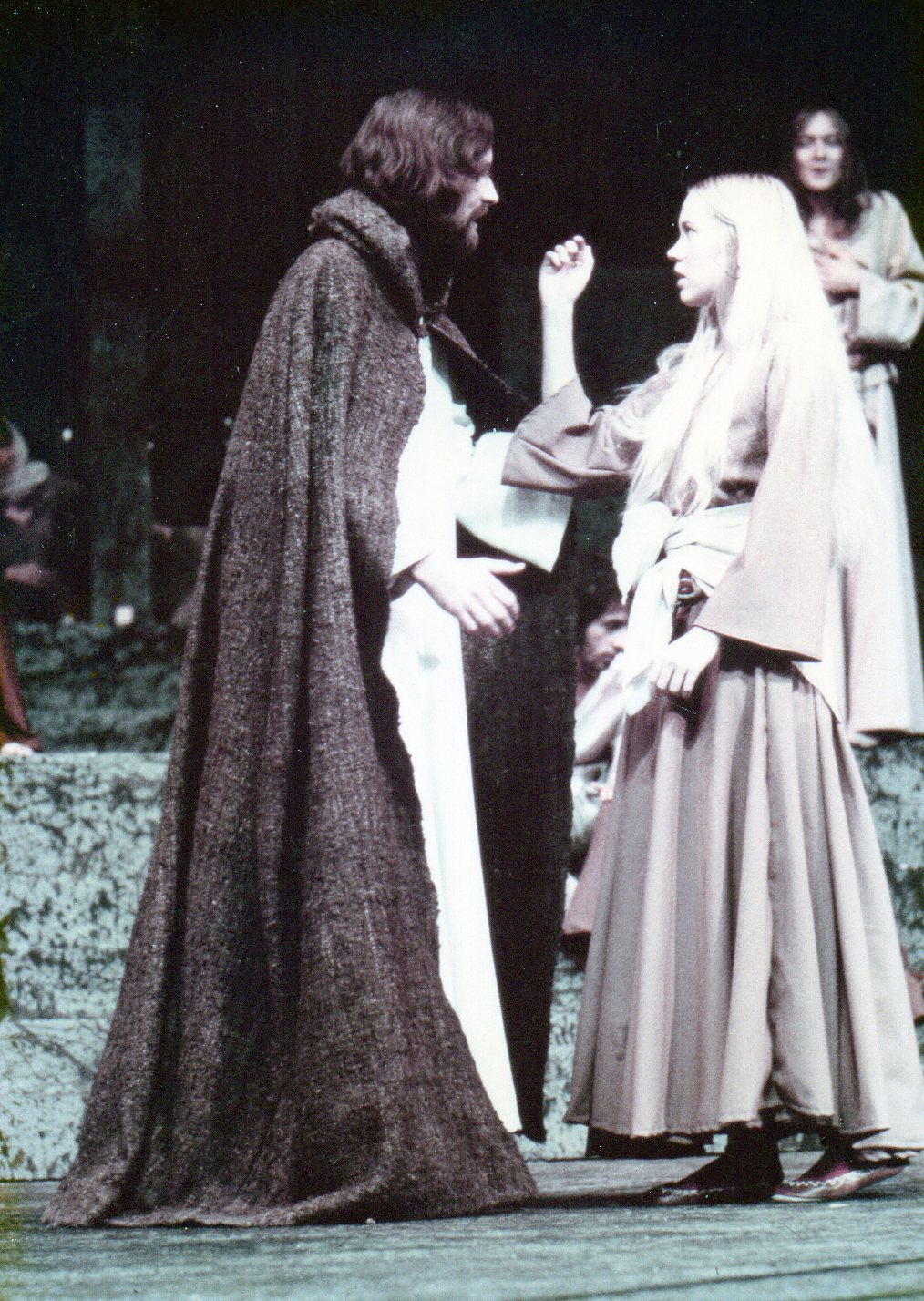
A Jézus Krisztus Szupersztárban Mária Magdaléna szerepében

Az együttes egyik tagjának rokona volt Little Gerhard, aki maga is híres rock and roll énekes volt, és producerként dolgozott a Cupol lemezkiadónál. Nagyon megtetszett neki Agnetha hangja és szerzeménye, így 1967-ben a lány édesapjával elutazott a Phillip Stúdióba, Stockholmba, ahol egy nagyon megható és zavarba ejtő kép fogadta őt: a stúdióban a zenészek éppen az általa szerzett dalt gyakorolták. Ekkor mindössze 17 éves volt.
Sorra kerültek fel dalai a svéd slágerlistára, és Németországban is fellépett egy időben, amikor a német zeneszerző és producer, Dieter Zimmermann eljegyezte őt. Kapcsolatuk nem volt hosszú életű.
Néhány dala Svédországban zavart keltett, például a Gypsy Friend (ennek csak a zenéjét írta). A dalt ízléstelennek kiáltották ki az újságok, és nemzeti vita kerekedett a svédországi cigánykérdésből.
Egy másik dala Om tårar vore guld („Ha a könnycseppek aranyból lennének”) szintén botrányos fogadtatásban részesült, mert egy dán együttes tagja megvádolta Agnethát, hogy 1950-es svédországi turnéjuk idején tőle lopta el a dallamot. Mikor megtudta, hogy Agnetha pont ebben az évben született, akkor elállt a vádtól.

## Az ABBA tagjaként

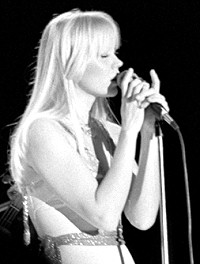
Az ABBA szőkéjeként

1969-ben találkozott Björn Ulvaeusszal, akivel 1971. július 6-án házasodtak össze. Ebben az évben még egy fontos dolog történt: Agnetha játszotta Mária Magdolna szerepét a Jézus Krisztus szupersztár svédországi bemutatóján. 
Björn barátjával, Benny Anderssonnal dolgozott együtt. Kezdetben Benny menyasszonya, Anni-Frid Lyngstad és Agnetha voltak a háttérénekesek.
1973-ban beneveztek az Eurovíziós Dalfesztivál svéd nemzeti döntőjébe a Ring, Ring című dallal, de nem sikerült nyerniük. A következő évben újra próbálkoztak, ekkor a Waterloo című dallal, melynek színpadi megjelenítésén is sokat dolgoztak. Nem eredménytelenül, mert a svéd válogató után a nemzetközi versenyt is megnyerték, és a dal óriási sikert hozott. 
Eközben, 1973. február 23-án megszületett első gyermeke, Linda.
Miután az ABBA befutott, hirtelen a figyelem középpontjába kerültek. Egymást követték a fellépések, a világ körüli turnék, interjúk és albumfelvételek. 1977. december 4-én megszületett második gyermeke, Christian. Agnetha próbált az ABBA őrült tempója mellett jó anya lenni, de sokszor gyötörte a lelkiismeret-furdalás. Közben Björnnel is megromlott a házassága, 1978 karácsonyán külön költöztek, majd 1979-ben elváltak. 
Akkoriban mindenhol azt nyilatkozták, hogy ez egy „vidám válás” volt, és az ABBA karrierjét nem érinti. Björn Angliába költözött, és új családot alapított. 
1981-ben Benny és Frida is elváltak.

## Szólókarrier
1982 után Agnetha angol nyelvű szólókarrierbe kezdett. Három lemeze jelent meg: a Wrap Your Arms Around Me („Fond a karjaid körém”) 1983-ban, 1985-ben az Eyes Of A Woman („Egy nő szemei”), 1987-ben az I Stand Alone („Egyedül állok”).
Élvezte, hogy „kis sztár”, mert így kedvére énekelhetett, szerezhetett dalokat, de mellette jutott elég ideje magára és a családjára.
1990-ben férjhez ment Tomas Sonnenfild svéd sebészorvoshoz, de három év múlva elváltak.
1996-ban megjelent önéletrajzi könyve Som Jag Är („Ilyen vagyok én”) címmel, és a legnagyobb meglepetésre több mint tízéves hallgatás után 2004-ben visszatért a zeneiparba a My Colouring Book („Kifestőkönyvem”) című CD-jével, amin kedvenc előadóinak slágereit dolgozta fel. 2012-ben új albumot készített, ami 2013 májusában jelent meg A címmel. Az albumról 3 kislemez jelent meg: a When You Really Loved Someone, a The One Who Loves You Now és a Dance Your Pain Away. Sok tévéműsorban vett részt Angliában, Norvégiában, Svédországban. Az ABBA 40 éves jubileumára sok interjút adott.